# Bécancour
Bécancour är en stad (kommun av typen ville) i provinsen Québec i Kanada. Den ligger i regionen Centre-du-Québec, i den sydöstra delen av landet, 270 km öster om huvudstaden Ottawa. Antalet invånare var 13 561 vid folkräkningen 2021.
Staden grundades 1965 genom sammanslagning av elva mindre kommuner inför stora industrisatsningar i området, bland annat Gentilly kärnkraftverk, ett stålverk och ett aluminiumsmältverk.

## Tätorter
Trots utbyggnaden sedan 1960-talet är bebyggelsen i staden utspridd. Statistique Canada avgränsade tre tätorter (centres de population) i staden vid folkräkningen 2021.
| Namn           | Folkmängd | Landarea (km²) | Befolkningstäthet (invånare/km²) |
| -------------- | --------- | -------------- | -------------------------------- |
| Gentilly       | 1 634     | 1,60           | 1 018,3                          |
| Godefroy       | 1 463     | 0,79           | 1 855,4                          |
| Saint-Grégoire | 1 651     | 1,40           | 1 175,8                          |